# Астраханская агломерация
Астраха́нская агломера́ция — моноцентрическая городская агломерация на территории Астраханской области. Ядром агломерации является город Астрахань, в неё также входят Наримановский и Приволжский районы.

## Состав агломерации
| Муниципальное образование | Численность |
| ------------------------- | ----------- |
| городской округ Астрахань | ↘465 524    |
| Наримановский район       | ↘47 528     |
| Приволжский район         | ↗66 669     |
| Астраханская агломерация  | 579 721     |

## Транспорт
Все населённые пункты агломерации связаны с её центром автомобильными дорогами, на нескольких из них работают паромные переправы. На территории Астраханской агломерации действуют городские, пригородные и междугородние автобусные маршруты. Компания «Волгоградтранспригород» осуществляет пригородные железнодорожные перевозки на территории Астрахани, а также Красноярского, Лиманского, Наримановского и Приволжского районов области.